# 泰南庫
14°27′20″N 4°55′5″W / 14.45556°N 4.91806°W
泰南庫（法語：Ténenkou），是馬里的城鎮，位於該國中部，由莫普提區負責管轄，是泰南庫省的首府，處於莫普提以西90公里，海拔高度278米，2009年該鎮人口11,310。